# يوديميلا
يوديميلا دي سوزا رودريغيز (ولدت في 6 مايو 2001) والمعروفة باسم يوديميلا، هي لاعبة كرة قدم برازيلية تلعب كمهاجمة لصالح نادي كورينثيانز ومنتخب البرازيل للسيدات، شاركت لأول مرة مع كورينثيانز في 11 فبراير 2024 في أول مباراة لها مع تيماو، فاز كورينثيانز على إنترناسيونال بنتيجة 4-2، في مباراة كأس السوبر البرازيلي لكرة القدم للسيدات 2024. وفي تلك المناسبة، بدأت اللاعبة البالغة من العمر 22 عامًا المباراة من مقاعد البدلاء في بيرا ريو.